# サマリンダ
サマリンダ（Samarinda）は、インドネシアのボルネオ島の東カリマンタン州の州都。ボルネオ島で最大の都市である。マハカム川の岸辺に位置する。人口は約104万人（2021年）。

## 歴史
1666年、スピールマン提督率いるオランダ軍が、ゴワ王国のマカッサルを攻撃しゴワ戦争が始まった。同時にオランダ同盟国のアルン・パラカは地上から侵攻した。
1667年11月19日、ゴワ王国は降伏し、ハッサヌディン王はボンガジャ条約を締結した。条約締結後も、ブギス族はゲリラ戦を続けた。
1668年1月21日、この日ブギス族の一部が近くのカリマンタン島に初めて移住した。この日は市の記念日になっている。プア・アド1世が率いる約3000人は東カリマンタンのクタイ王国に移住し、現地の王に歓迎された。クタイ王は移民にカラン・ムムス川周辺のカンプン・メランタイを与え、移民はそこで農業や漁業を行った。対価として、ブギス族はクタイ王国の防衛を手伝う事を誓った。
1942年、サマリンダは少量の石油が採れるだけの小さな町だった。オランダ軍を排除した日本軍が占拠した。
1955年、使徒座代理区が設置された。
1961年、使徒座代理区から教区に昇格した。
1987年、マハカム橋が完成。
1995年～2001年にかけて、マハカム川に全長710メートルのクタイ・カルタヌガラ橋が建設された。
2003年、教区から大司教区に昇格した。
2011年11月26日、クタイ・カルタヌガラ橋が崩落し、死者20人、行方不明者19人、重軽傷者約40人を出した。

## 語源
「サマリンダ」という名称はブギス族の家の建て方に由来している。サマリンダでは各自で家を建てていたが、全て同じ高さだった。これは全ての住民は平等で見下す事が無いという重要な社会的象徴だった。彼らは集落に「同じ高さ」という意味の「サマレンダ」と名付けた。何百年もの時が経ち、いつしかそれがサマリンダに変わって行った。

## 交通

### 空路
テミンドゥン空港が有る。この空港はKaltim航空のハブ空港で、2013年には12.6万人の乗客と241tの貨物がここを通過した。3つの航空会社が就航している。

## 民族
サマリンダ市民の多くがインドネシア人を祖先に持つ。アメリカ人やカナダ人、日本人や韓国人もこの町で働いている。2014年時点で平均寿命は73.6歳だった。宗教はイスラム教徒が多数派で79.2%を占めるが、キリスト教徒も10.2%存在する。プロテスタントとカトリックの人口比は10:3である。仏教徒やヒンドゥー教徒の集団も存在する。

## 姉妹都市
- スマラン、インドネシア・中部ジャワ州州都
- マカッサル、インドネシア・南スラウェシ州州都
- コタキナバル、マレーシア
- モービル、アメリカ